# Yaginumaella bulbosa
Yaginumaella bulbosa is een spinnensoort in de taxonomische indeling van de springspinnen (Salticidae).
Het dier behoort tot het geslacht Yaginumaella. De wetenschappelijke naam van de soort werd voor het eerst geldig gepubliceerd in 2008 door Peng, Guo Tang & Li.